# 佩尔和马斯
佩尔和马斯（荷蘭語：Peel en Maas）是荷蘭的一個市鎮和城市，位於荷蘭東南部，在行政區劃上屬於林堡省。佩尔和马斯設立於2010年，由多个市镇合并而成。

## 外部連結
- 维基共享资源上的相關多媒體資源：佩尔和马斯
- 官方网站